# Pentinsaari (ö i Birkaland, Övre Birkaland, lat 61,90, long 23,91)
Pentinsaari är en ö i Finland. Den ligger i sjön Palovesi och Jäminginselkä och i kommunen Ruovesi i den ekonomiska regionen  Övre Birkalands ekonomiska region  och landskapet Birkaland, i den södra delen av landet, 200 km norr om huvudstaden Helsingfors. Öns area är 7 hektar och dess största längd är 430 meter i öst-västlig riktning.